# Wereldkampioenschappen roeien 2003
De 33e editie van de wereldkampioenschappen roeien werden gehouden van 25 augustus t/m 1 september 2003 op het Idroscalo in Milaan, Italië. Het was voor de tweede keer dat het toernooi hier werd georganiseerd. Het toernooi staat onder auspiciën van de wereld roeifederatie FISA.

## Medaillewinnaars

### Mannen
| Bootklasse              | Goud | Goud | Zilver | Zilver | Brons | Brons |
| Skiff M1x               | Olaf Tufte |      | Marcel Hacker |        | Iztok Cop |       |
| Lichte skiff LM1x       | Stefano Basalini |      | Tom Kay |        | Peter Ording |       |
| Dubbel twee M2x         | Frankrijk Sebastien Vieilledent Adrien Hardy                                                                                                  |      | Italië Rossano Galtarossa Alessio Sartori |        | Tsjechië Milan Dolecek Jr Ondřej Synek |       |
| Twee zonder M2-         | Australië Drew Ginn James Tomkins |      | Kroatië Sinisa Skelin Niksa Skelin |        | Zuid-Afrika Ramon DiClemente Donovan Cech |       |
| Twee met M2+            | Verenigde Staten Matt Rich Dan Beery Andrew Kelly                                                                                             |      | Australië Luke Pougnault Jonathan Fievez Marc Douez |        | Canada Kevin Burt Geoff Hodgson Brian Price |       |
| Lichte dubbel twee LM2x | Italië Elia Luini Leonardo Pettinari |      | Polen Tomasz Kucharski Robert Sycz |        | Ierland Sam Lynch Gearoid Towey |       |
| Lichte twee zonder LM2- | Denemarken Bo Helleberg Mads Kruse Andersen                                                                                                   |      | Duitsland Frank Mager Christian Gerlach |        | Verenigde Staten Simon Carcagno Michael Altman |       |
| Dubbel vier M4x         | Duitsland André Willms Stephan Volkert Marco Geisler Robert Sens                                                                              |      | Tsjechië David Kopřiva Petr Vitásek Jakub Hanák David Jirka                                                                                                |        | Polen Adam Bronikowski Marek Kolbowicz Sławomir Kruszkowski Adam Korol                                                                              |       |
| Vier zonder M4-         | Canada Cameron Baerg Thomas Herschmiller Jake Wetzel Barney Williams                                                                          |      | Verenigd Koninkrijk Steve Williams Josh West Toby Garbett Rick Dunn                                                                                        |        | Duitsland Sebastian Thormann Paul Dienstbach Philipp Stüer Bernd Heidicker                                                                          |       |
| Vier met M4+            | Verenigde Staten Brian McDonough Matt Deakin Jason Flickinger Lucas McGee Marcus McElhenney                                                   |      | Verenigd Koninkrijk James Livingston Richard Egington Kieran West Tom Stallard Peter Rudge                                                                 |        | Duitsland Arne Landgraf Matthias Flach Jan-Martin Bröer Klaus Rogge Stefan Lier                                                                     |       |
| Lichte dubbel vier LM4x | Italië Emanuele Federici Daniele Gilardoni Luca Moncada Filippo Mannucci                                                                      |      | Australië Deon Birtwistle Michael McBryde Shane Broad Samuel Beltz                                                                                         |        | Duitsland Jörg Lehnigk Matthias Schömann-Finck Nils Ipsen Jens Wittwer                                                                              |       |
| Lichte vier zonder LM4- | Denemarken Thor Kristensen Thomas Ebert Stephan Mølvig Eskild Ebbesen                                                                         |      | Nederland Gerard van der Linden Ivo Snijders Karel Dormans Joeri de Groot                                                                                  |        | Italië Lorenzo Bertini Catello Amarante Salvatore Amitrano Bruno Mascarenhas                                                                        |       |
| Acht M8+                | Canada Joe Stankevicius Kevin Light Ben Rutledge Kyle Hamilton David Calder Andrew Hoskins Adam Kreek Jeff Powell Brian Price                 |      | Verenigde Staten Ryan Torgerson Jonathan Watling Michael Wherley Wolfgang Moser Bryan Volpenhein Jeffrey Klepacki Joseph Hansen Jason Read Peter Cipollone |        | Verenigd Koninkrijk Alex Partridge Dan Ouseley Jonno Devlin Andrew Triggs Hodge Josh West Ed Coode Robin Bourne-Taylor Tom James Christian Cormack  |       |
| Lichte acht LM8+        | Duitsland Bastian Seibt Martin Raeder Joachim Drews Martin Hasse Carsten Borchardt Birger Schmidt Matthias Hobein Christian Dahlke Olaf Kaska |      | Verenigde Staten Tom Paradiso Eric Feins Pat Todd Andrew Bolton William Fedyna John Wall Angus Maclaurin John Wachter III Joseph Finelli                   |        | Frankrijk Vincent Faucheux Fabien Dagada Rémi Le Flohic Damien Margat Alexis Saïtta Franck Bussière Nicolas Planque Jérôme Bandiera Nicolas Majerus |       |

### Vrouwen
| Bootklasse              | Goud | Goud | Zilver | Zilver | Brons | Brons |
| Skiff W1x               | Roemjana Nejkova |      | Katrin Rutschow-Stomporowski |        | Jekaterina Karsten |       |
| Lichte skiff LW1x       | Fiona Milne |      | Mirna Rajle |        | Janet Radünzel |       |
| Dubbel twee W2x         | Nieuw-Zeeland Georgina Evers-Swindell Caroline Evers-Swindell                                                                            |      | Duitsland Kathrin Boron Britta Oppelt |        | Rusland Larissa Merk Irina Fedotowa |       |
| Twee zonder W2-         | Verenigd Koninkrijk Katherine Grainger Catherine Bishop                                                                                  |      | Wit-Rusland Julia Bichyk Natalia Helach |        | Roemenië Georgeta Andrunache Viorica Susanu |       |
| Lichte dubbel twee LW2x | Duitsland Marie-Louise Dräger Claudia Blasberg                                                                                           |      | Australië Sally Causby Amber Halliday |        | Roemenië Constanța Burcică Camelia Mihalcea |       |
| Lichte twee zonder LW2- | Roemenië Elena Scurtu Liliana Niga |      | Verenigd Koninkrijk Julia Warren Michelle Dollimore |        | Griekenland Elpida Grigoriadou Angeliki Gremou                                                                                                 |       |
| Dubbel vier W4x         | Australië Jane Robinson Dana Faletic Kerry Hore Amber Bradley                                                                            |      | Wit-Rusland Jekaterina Karsten Yuliya Bichyk Volha Berazniova Mariya Vorona                                                                                        |        | Duitsland Peggy Waleska Marita Scholz Manuela Lutze Kerstin El Qalqili-Kowalski                                                                |       |
| Vier zonder W4-         | Verenigde Staten Liane Malcos Whitney Webber Caryn Davies Wendy Wilbur                                                                   |      | NED Sarah Siegelaar Laura Posthuma Annemarieke van Rumpt Helen Tanger                                                                                              |        | GER Ulrike Stadlmayr Dana Pyritz Sandra Goldbach Manuela Zander                                                                                |       |
| Lichte dubbel vier LW4x | China Li Quan Deng Yanping Tan Meiyun Zhou Weijuan                                                                                       |      | NED Mariel Pikkemaat Danielle Broekhuizen Anne van Drumpt Judith van Os                                                                                            |        | AUS Bronwen Watson Sally Newmarch Marguerite Houston Miranda Bennett                                                                           |       |
| Acht W8+                | Duitsland Elke Hipler Anja Pyritz Maja Tucholke Britta Holthaus Susanne Schmidt Nicole Zimmermann Silke Günther Lenka Wech Annina Ruppel |      | Roemenië Georgeta Craciun Aurica Barascu-Chirita Liliana Gafencu Viorica Susanu Magdalena Irincu Elisabeta Lipă Georgeta Damian Doina Ignat Elena Georgescu-Nedelc |        | Canada Jacqui Cook Karen Clark Rachel Dunnet Andréanne Morin Darcy Marquardt Pauline Van Roessel Roslyn McLeod Buffy-Lynne Williams Sarah Pape |       |

## Medailleklassement
| Plaats | Land                | Goud | Zilver | Brons | Totaal |
| 1      | Duitsland           | 4    | 4      | 7     | 15     |
| 2      | Verenigde Staten    | 3    | 2      | 1     | 6      |
| 3      | Italië              | 3    | 1      | 1     | 5      |
| 4      | Canada              | 3    | 0      | 2     | 5      |
| 5      | Australië           | 2    | 3      | 1     | 6      |
| 6      | Denemarken          | 2    | 0      | 0     | 2      |
| 7      | Verenigd Koninkrijk | 1    | 4      | 1     | 6      |
| 8      | Roemenië            | 1    | 1      | 2     | 4      |
| 9      | Frankrijk           | 1    | 0      | 1     | 2      |
| 10     | Bulgarije           | 1    | 0      | 0     | 1      |
| 10     | China               | 1    | 0      | 0     | 1      |
| 10     | Noorwegen           | 1    | 0      | 0     | 1      |
| 10     | Nieuw-Zeeland       | 1    | 0      | 0     | 1      |
| 14     | Nederland           | 0    | 3      | 0     | 3      |
| 15     | Wit-Rusland         | 0    | 2      | 1     | 3      |
| 16     | Kroatië             | 0    | 2      | 0     | 2      |
| 17     | Polen               | 0    | 1      | 1     | 2      |
| 17     | Tsjechië            | 0    | 1      | 1     | 2      |
| 19     | Griekenland         | 0    | 0      | 1     | 1      |
| 19     | Ierland             | 0    | 0      | 1     | 1      |
| 19     | Rusland             | 0    | 0      | 1     | 1      |
| 19     | Slovenië            | 0    | 0      | 1     | 1      |
| 19     | Zuid-Afrika         | 0    | 0      | 1     | 1      |
| Totaal | Totaal              | 24   | 24     | 24    | 72     |

Edities

1962 Luzern · 
1966 Bled · 
1970 St. Catharines · 
1974 Luzern · 
1975 Nottingham · 
1976 Villach · 
1977 Amsterdam · 
1978 Hamilton (alleen zwaar) · 
1978 Kopenhagen (alleen licht) · 
1979 Bled · 
1980 Hazewinkel · 
1981 München · 
1982 Luzern · 
1983 Duisburg · 
1984 Montréal · 
1985 Hazewinkel · 
1986 Nottingham · 
1987 Kopenhagen · 
1988 Milaan · 
1989 Bled · 
1990 Lake Barrington · 
1991 Wenen · 
1992 Montréal · 
1993 Račice · 
1994 Indianapolis · 
1995 Tampere · 
1996 Motherwell · 
1997 Aiguebelette · 
1998 Keulen · 
1999 St. Catharines · 
2000 Zagreb · 
2001 Luzern · 
2002 Sevilla · 
2003 Milaan · 
2004 Banyoles · 
2005 Gifu · 
2006 Eton · 
2007 München · 
2008 Ottensheim · 
2009 Poznań · 
2010 Hamilton · 
2011 Bled · 
2012 Plovdiv · 
2013 Chungju · 
2014 Amsterdam ·
2015 Aiguebelette ·
2016 Rotterdam ·
2017 Sarasota ·
2018 Plovdiv ·
2019 Ottensheim ·
2020 Bled ·
2021 Shanghai ·
2022 Račice ·
2023 Belgrado ·
2024 St. Catharines ·
2025 Shanghai · 
2026 Amsterdam

Onderdelen

Skiff · 
Lichte skiff · 
Dubbel twee · 
Lichte dubbel twee · 
Twee zonder · 
Lichte twee zonder · 
Twee met

Dubbel vier · 
Dubbel vier met · 
Lichte dubbel vier · 
Vier zonder · 
Lichte vier zonder · 
Vier met · 
Acht · 
Lichte acht